# Bilan saison par saison des Girondins de Bordeaux
Le bilan par saison des Girondins de Bordeaux retrace le parcours du club depuis leur première saison en tant que professionnel en 1937-38 en seconde division jusqu'à la saison actuelle.
Le tableau ci-dessous propose le détail des résultats du club par saison,,. Sont indiquées les années de la saison, le championnat auquel le club participe, les résultats en championnat, le nom et le nombre de buts marqués par le meilleur buteur du club lors du championnat.
Cette page retrace également les parcours en coupe de France et coupe de la Ligue. Par contre, cette page ne présente pas les résultats pour les campagnes européenne ; pour cela, le lecteur pourra se référer à la page : campagnes européennes des Girondins de Bordeaux.

## Les débuts professionnels
Cette période de temps couvre seulement deux saisons, les deux saisons entre le passage du club au statut professionnel et la seconde Guerre mondiale.
| Année   | Division    | Classement                  | J  | V  | N | D  | Pts | BP. | BC. | Diff. | Meilleur buteur | Coupe de France    |
| ------- | ----------- | --------------------------- | -- | -- | - | -- | --- | --- | --- | ----- | --------------- | ------------------ |
| 1937-38 | 2e division | 6e poule sud première phase | 12 | 1  | 3 | 8  | 5   | 23  | 33  | -10   |                 | 1/32e de finale    |
| 1937-38 | 2e division | 3e poule de relégation      | 16 | 8  | 1 | 7  | 17  | 29  | 26  | +3    |                 | 1/32e de finale    |
| 1938-39 | 2e division | 11e place                   | 40 | 15 | 6 | 19 | 36  | 70  | 78  | -8    |                 | Huitième de finale |

## Les championnats de guerre
Les championnats de 1939 à 1945 sont dits « Championnats de guerre ». Par convention, ces titres ne figurent pas au palmarès des clubs. En effet, entre 1939 et 1945, la France du football fut entravée par la guerre : les combats, le gouvernement de Vichy, les bombardements puis le désordre des premiers mois de la Libération furent d'authentiques freins à la mise en place d'un championnat digne de ce nom. 
| 1939-40 | Zone sud-ouest | 1er zone sud-ouest | 10 | 8 | 0 | 2 | 16 | 40 | 18 | +22 | | Seizième de finale | | |
| 1940-41 | Zone occupée | 3e zone occupée | 12 | 6 | 1 | 5 | 13 | 21 | 20 | +1 | | Première coupe Fives 2-0 | | |
| 1941-42 | Zone occupée | 5e zone occupée | 16 | 6 | 4 | 6 | 16 | 28 | 24 | +4 | | Red Star 2-1, demi-finale | | |
| 1942-43 | Zone nord | 4e zone nord | 30 | 15 | 6 | 9 | 36 | 69 | 47 | +22 | | Marseille 4-0, finale rejouée après une première édition terminée sur le score de 2-2 | | |
| 1943-44 | Les clubs possédant une section professionnelle sont dépossédés de celle-ci et poursuivent leurs activités footballistiques, s'ils le veulent, dans des championnats amateurs, Bordeaux est représenté par l'Équipe fédérale Bordeaux-Guyenne | Les clubs possédant une section professionnelle sont dépossédés de celle-ci et poursuivent leurs activités footballistiques, s'ils le veulent, dans des championnats amateurs, Bordeaux est représenté par l'Équipe fédérale Bordeaux-Guyenne | Les clubs possédant une section professionnelle sont dépossédés de celle-ci et poursuivent leurs activités footballistiques, s'ils le veulent, dans des championnats amateurs, Bordeaux est représenté par l'Équipe fédérale Bordeaux-Guyenne | Les clubs possédant une section professionnelle sont dépossédés de celle-ci et poursuivent leurs activités footballistiques, s'ils le veulent, dans des championnats amateurs, Bordeaux est représenté par l'Équipe fédérale Bordeaux-Guyenne | Les clubs possédant une section professionnelle sont dépossédés de celle-ci et poursuivent leurs activités footballistiques, s'ils le veulent, dans des championnats amateurs, Bordeaux est représenté par l'Équipe fédérale Bordeaux-Guyenne | Les clubs possédant une section professionnelle sont dépossédés de celle-ci et poursuivent leurs activités footballistiques, s'ils le veulent, dans des championnats amateurs, Bordeaux est représenté par l'Équipe fédérale Bordeaux-Guyenne | Les clubs possédant une section professionnelle sont dépossédés de celle-ci et poursuivent leurs activités footballistiques, s'ils le veulent, dans des championnats amateurs, Bordeaux est représenté par l'Équipe fédérale Bordeaux-Guyenne | Les clubs possédant une section professionnelle sont dépossédés de celle-ci et poursuivent leurs activités footballistiques, s'ils le veulent, dans des championnats amateurs, Bordeaux est représenté par l'Équipe fédérale Bordeaux-Guyenne | Les clubs possédant une section professionnelle sont dépossédés de celle-ci et poursuivent leurs activités footballistiques, s'ils le veulent, dans des championnats amateurs, Bordeaux est représenté par l'Équipe fédérale Bordeaux-Guyenne | Les clubs possédant une section professionnelle sont dépossédés de celle-ci et poursuivent leurs activités footballistiques, s'ils le veulent, dans des championnats amateurs, Bordeaux est représenté par l'Équipe fédérale Bordeaux-Guyenne | Les clubs possédant une section professionnelle sont dépossédés de celle-ci et poursuivent leurs activités footballistiques, s'ils le veulent, dans des championnats amateurs, Bordeaux est représenté par l'Équipe fédérale Bordeaux-Guyenne | Les clubs possédant une section professionnelle sont dépossédés de celle-ci et poursuivent leurs activités footballistiques, s'ils le veulent, dans des championnats amateurs, Bordeaux est représenté par l'Équipe fédérale Bordeaux-Guyenne | Les clubs possédant une section professionnelle sont dépossédés de celle-ci et poursuivent leurs activités footballistiques, s'ils le veulent, dans des championnats amateurs, Bordeaux est représenté par l'Équipe fédérale Bordeaux-Guyenne | Les clubs possédant une section professionnelle sont dépossédés de celle-ci et poursuivent leurs activités footballistiques, s'ils le veulent, dans des championnats amateurs, Bordeaux est représenté par l'Équipe fédérale Bordeaux-Guyenne |
| 1943-44 | CFA | Champion | | | | | | | | | | | | |
| 1944-45 | Zone sud | 2e derrière Lyon OU | 22 | 16 | 2 | 4 | 34 | 74 | 35 | +39 | Planté 25 buts | RC Paris 4-1, huitième de finale | | |

## L'après guerre
À la sortie de la guerre, les Girondins sont promus en première division, poste qu'ils garderont pendant deux saisons avant de reprendre leur place d'avant guerre en deuxième division. Dans un souci de simplicité de lecture, les tableaux seront découpés par période de 25 ans environ.

### 1945-1970
| Année   | Division   | Classement                      | J  | V  | N  | D  | Pts | BP. | BC. | Diff. | Meilleur buteur en championnat | Coupe de France                    |
| ------- | ---------- | ------------------------------- | -- | -- | -- | -- | --- | --- | --- | ----- | ------------------------------ | ---------------------------------- |
| 1945-46 | Division 1 | 14e place                       | 34 | 11 | 9  | 14 | 31  | 65  | 66  | -1    |                                | St. Clermont 4-1, quart de finale  |
| 1946-47 | Division 1 | 18e place Relégation            | 38 | 12 | 7  | 19 | 31  | 58  | 81  | -23   | 5e Planté 25 buts              | Lille 3-0, demi-finale             |
| 1947-48 | Division 2 | 5e place                        | 38 | 18 | 9  | 11 | 45  | 77  | 47  | +30   | 1er Arnaudeau 28 buts          | Colmar 1-0, quart de finale        |
| 1948-49 | Division 2 | 2e derrière Lens Promotion      | 36 | 24 | 5  | 7  | 53  | 107 | 49  | +58   | 1er Libar 41 buts              | Metz 2-1, 1/32e de finale          |
| 1949-50 | Division 1 | 1er titre de champion de France | 34 | 21 | 9  | 4  | 51  | 88  | 40  | +48   | 3e de Harder 21 buts           | Nîmes 4-1, huitième de finale      |
| 1950-51 | Division 1 | 6e place                        | 34 | 14 | 9  | 11 | 37  | 58  | 49  | +9    | 3e Baillot 22 buts             | Nancy 2-1, seizième de finale      |
| 1951-52 | Division 1 | 2e derrière Nice                | 34 | 20 | 5  | 9  | 45  | 88  | 49  | +39   | 2e de Harder 25 buts           | Nice 5-3, finale                   |
| 1952-53 | Division 1 | 3e place                        | 34 | 19 | 5  | 10 | 43  | 79  | 56  | +23   | 3e Abdesselem 22 buts          | 4-3 Nice, 1/32e de finale          |
| 1953-54 | Division 1 | 3e place                        | 34 | 20 | 6  | 8  | 46  | 69  | 44  | +25   | 1er Kargu 27 buts              | Nice 1-1 puis 3-0, quart de finale |
| 1954-55 | Division 1 | 6e place                        | 34 | 14 | 7  | 13 | 35  | 63  | 51  | +12   | 5e Kargu 17 buts               | Lille 5-2, finale                  |
| 1955-56 | Division 1 | 17e place Relégation            | 34 | 9  | 6  | 19 | 24  | 45  | 69  | -24   | Bessonart 8 buts               | Lens 3-2, seizième de finale       |
| 1956-57 | Division 2 | 5e place                        | 38 | 15 | 13 | 10 | 43  | 67  | 48  | +19   | 14e Unzain 13 buts             | Angers 1-0, demi-finale            |
| 1957-58 | Division 2 | 5e place                        | 42 | 25 | 3  | 14 | 53  | 82  | 53  | +29   | Wozniesko 11 buts              | Lens 1-0, quart de finale          |
| 1958-59 | Division 2 | 4e place Promotion              | 38 | 17 | 10 | 11 | 44  | 69  | 56  | +13   | 3e Boulle 24 buts              | Sochaux 2-1, seizième de finale    |
| 1959-60 | Division 1 | 20e place Relégation            | 38 | 7  | 7  | 24 | 21  | 52  | 102 | -50   | 8e Robuschi 20 buts            | Red Star 2-0, 1/32e de finale      |
| 1960-61 | Division 2 | 8e place                        | 36 | 14 | 13 | 9  | 41  | 59  | 50  | +9    | 5e Robuschi 17 buts            | Sedan-Torcy 1-0, demi-finale       |
| 1961-62 | Division 2 | 3e place Promotion              | 36 | 17 | 12 | 7  | 46  | 54  | 31  | +23   | 6e Robuschi 14 buts            | Brive 1-0, seizième de finale      |
| 1962-63 | Division 1 | 4e place                        | 38 | 15 | 15 | 8  | 45  | 63  | 38  | +25   | 4e Gori 22 buts                | Monaco 2-0, quart de finale        |
| 1963-64 | Division 1 | 7e place                        | 34 | 13 | 8  | 13 | 34  | 55  | 58  | -3    | 8e De Bourgoing 15 buts        | Lyon 2-0, finale                   |
| 1964-65 | Division 1 | 2e place derrière Nantes        | 34 | 16 | 9  | 9  | 41  | 43  | 32  | +11   | 14e De Bourgoing 12 buts       | Nantes 3-2, 1/32e de finale        |
| 1965-66 | Division 1 | 2e place derrière Nantes        | 38 | 22 | 9  | 7  | 53  | 84  | 36  | +48   | 5e De Bourgoing 21 buts        | Marseille 2-0, 1/32e de finale     |
| 1966-67 | Division 1 | 4e place                        | 38 | 16 | 11 | 11 | 43  | 53  | 43  | +10   | Robuschi 11 buts               | Angers 2-1, 1/32e de finale        |
| 1967-68 | Division 1 | 8e place                        | 38 | 18 | 4  | 16 | 40  | 57  | 44  | +13   | 9e Couécou 15 buts             | Saint-Étienne 2-1, finale          |
| 1968-69 | Division 1 | 2e place derrière Saint-Étienne | 34 | 22 | 7  | 5  | 51  | 77  | 34  | +43   | 7e Simon 14 buts               | Marseille 2-0, finale              |
| 1969-70 | Division 1 | 6e place                        | 34 | 13 | 10 | 11 | 36  | 54  | 48  | +6    | Petyt 10 buts                  | Nice 1-0, seizième de finale       |
| Année   | Division   | Classement                      | J  | V  | N  | D  | Pts | BP. | BC. | Diff. | Meilleur buteur en championnat | Coupe de France                    |

### 1970 - 1995
| Année   | Division   | Classement                          | J  | V  | N  | D  | Pts | BP. | BC. | Diff. | Meilleur buteur en championnat         | Coupe de France                          |
| ------- | ---------- | ----------------------------------- | -- | -- | -- | -- | --- | --- | --- | ----- | -------------------------------------- | ---------------------------------------- |
| 1970-71 | Division 1 | 5e place                            | 38 | 16 | 8  | 14 | 40  | 58  | 51  | +7    | 12e Burdino et Ruiter 13 buts          | Sochaux 3-1, quart de finale             |
| 1971-72 | Division 1 | 12e place                           | 38 | 12 | 11 | 15 | 35  | 39  | 52  | -13   | Jensen 7 buts                          | AAJ Blésoise 1-0 1/32e de finale         |
| 1972-73 | Division 1 | 14e place                           | 38 | 12 | 11 | 15 | 35  | 49  | 55  | -6    | Gallice 14 buts                        | Lyon 4-3, huitième de finale             |
| 1973-74 | Division 1 | 14e place                           | 38 | 11 | 12 | 15 | 42  | 55  | 57  | -2    | Gallice, Giresse Tokoto 11 buts        | Toulouse 3-0, seizième de finale         |
| 1974-75 | Division 1 | 12e place                           | 38 | 15 | 7  | 16 | 39  | 48  | 49  | -1    | Couécou 10 buts                        | Sochaux 3-0, seizième de finale          |
| 1975-76 | Division 1 | 10e place                           | 38 | 15 | 9  | 14 | 40  | 59  | 59  | 0     | 14e Giresse 13 buts                    | Nice 3-0, seizième de finale             |
| 1976-77 | Division 1 | 10e place                           | 38 | 15 | 8  | 15 | 38  | 66  | 57  | +9    | 12e Giresse 16 buts                    | Nîmes 1-0, huitième de finale            |
| 1977-78 | Division 1 | 16e place                           | 38 | 12 | 8  | 18 | 32  | 46  | 69  | -23   | Giresse 11 buts                        | Marseille 3 - 0, huitième de finale      |
| 1978-79 | Division 1 | 10e place                           | 38 | 12 | 15 | 11 | 39  | 45  | 42  | +3    | Vukotić et Vergnes 8 buts              | Bastia 2 - 1, seizième de finale         |
| 1979-80 | Division 1 | 6e place                            | 38 | 16 | 8  | 14 | 40  | 64  | 53  | +11   | 14e Giresse et Gemmrich 12 buts        | Le Havre 2 - 1, 1/32e de finale          |
| 1980-81 | Division 1 | 3e place                            | 38 | 18 | 13 | 7  | 49  | 57  | 34  | +23   | 5e Lacombe 18 buts                     | Strasbourg 1 - 9, quart de finale        |
| 1981-82 | Division 1 | 4e place                            | 38 | 19 | 10 | 9  | 48  | 55  | 45  | +10   | 7e Lacombe 17 buts                     | Paris 3 - 2, quart de finale             |
| 1982-83 | Division 1 | 2e place derrière Nantes            | 38 | 20 | 8  | 10 | 48  | 67  | 48  | +19   | 4e Lacombe 20 buts                     | Nantes 0 - 4, huitième de finale         |
| 1983-84 | Division 1 | 2e titre de champion de France      | 38 | 23 | 8  | 7  | 54  | 72  | 33  | +39   | 4e Lacombe 18 buts                     | Mulhouse 2 - 3, huitième de finale       |
| 1984-85 | Division 1 | 3e titre de champion de France      | 38 | 25 | 9  | 4  | 59  | 70  | 27  | +43   | 2e Lacombe 22 buts                     | Lille 4 - 6, seizième de finale          |
| 1985-86 | Division 1 | 3e place                            | 38 | 18 | 13 | 7  | 49  | 55  | 46  | +9    | 6e Reinders 15 buts                    | Deuxième coupe Marseille 2 - 1 ap        |
| 1986-87 | Division 1 | 4e titre de champion de France      | 38 | 20 | 13 | 5  | 53  | 57  | 27  | +30   | 2e Fargeon 15 buts                     | Troisième coupe Marseille 2 - 0          |
| 1987-88 | Division 1 | 2e place derrière Monaco            | 38 | 18 | 10 | 10 | 46  | 46  | 30  | +16   | 4e Fargeon 13 buts                     | Nantes, 1/32e de finale                  |
| 1988-89 | Division 1 | 13e place                           | 38 | 12 | 13 | 13 | 49  | 54  | 46  | +8    | 11e Allen 13 buts                      | Beauvais, 1/32e de finale                |
| 1989-90 | Division 1 | 2e place derrière Marseille         | 38 | 22 | 7  | 9  | 51  | 51  | 25  | +26   | 7e Allofs, den Boer et Ferreri 14 buts | R. Paris 1 - 1 (5-4 tb), quart de finale |
| 1990-91 | Division 1 | 10e place Relégation administrative | 38 | 11 | 15 | 12 | 37  | 34  | 32  | +2    | Vervoort 9 buts                        | Bourges 1 - 0, 1/32e de finale           |
| 1991-92 | Division 2 | 1er division 2 Promotion            | 34 | 22 | 8  | 4  | 52  | 55  | 24  | +31   | 9e Fernier 11 buts                     | Marseille 1 - 0, 1/32e de finale         |
| 1992-93 | Division 1 | 4e place                            | 38 | 18 | 12 | 8  | 48  | 42  | 25  | +17   | 15e Zidane 10 buts                     | Paris 2 - 0, quart de finale             |
| 1993-94 | Division 1 | 4e place                            | 38 | 19 | 8  | 11 | 46  | 54  | 37  | +17   | 17e Paille 10 buts                     | Nantes 1 - 0, huitième de finale         |
| Année   | Division   | Classement                          | J  | V  | N  | D  | Pts | BP. | BC. | Diff. | Meilleur buteur en championnat         | Coupe de France                          |

### 1995 - 2024
En 1995, la Coupe de la ligue a été introduite et les Girondins l'ont gagnée à trois reprises.
| Année     | Division   | Classement                          | J  | V  | N  | D  | Pts | BP. | BC. | Diff. | Meilleur buteur en championnat                           | Coupe de France                                  | Coupe de la Ligue                             |
| --------- | ---------- | ----------------------------------- | -- | -- | -- | -- | --- | --- | --- | ----- | -------------------------------------------------------- | ------------------------------------------------ | --------------------------------------------- |
| 1994-95   | Division 1 | 7e place                            | 38 | 16 | 9  | 13 | 57  | 52  | 47  | +5    | 16e Valdeir 11 buts                                      | Strasbourg 2 - 0 (ap), quart de finale           | Châteauroux 3-1, seizième de finale           |
| 1995-96   | Division 1 | 16e place                           | 38 | 11 | 9  | 18 | 42  | 44  | 52  | -8    | 34e Bancarel 7 buts Witschge 7 buts                      | Toulon 3 - 2, seizième de finale                 | Saint-Étienne 1-1(4-5 tb), seizième de finale |
| 1996-97   | Division 1 | 4e place                            | 38 | 16 | 15 | 7  | 63  | 59  | 42  | +17   | 7e Papin 16 buts                                         | Montpellier 1 - 2, quart de finale               | Strasbourg 0-0 (6-5 tb), défaite en finale    |
| 1997-98   | Division 1 | 5e place                            | 34 | 15 | 11 | 8  | 56  | 49  | 41  | +8    | 4e Laslandes 14 buts                                     | Monaco 1 - 0, seizième de finale                 | Paris 1-1 (2-2 p - 4-2 tb), défaite en finale |
| 1998-99   | Division 1 | 5e titre de champion de France      | 34 | 22 | 6  | 6  | 72  | 66  | 29  | +37   | 1er Wiltord 22 buts                                      | Metz 1 - 0, 1/32e de finale                      | Le Havre 1-0, seizième de finale              |
| 1999-2000 | Division 1 | 4e place                            | 34 | 15 | 9  | 10 | 54  | 52  | 40  | +12   | 8e Laslandes 14 buts                                     | Calais 3 - 1, demi-finale                        | Lyon 1-0, huitième de finale                  |
| 2000-01   | Division 1 | 4e place                            | 34 | 15 | 12 | 7  | 57  | 48  | 33  | +15   | 2e Pauleta 20 buts                                       | Nantes 0 - 1, seizième de finale                 | Châteauroux 1-0, huitième de finale           |
| 2001-02   | Division 1 | 6e place                            | 34 | 14 | 8  | 12 | 50  | 34  | 31  | +3    | 1er Pauleta 22 buts                                      | Saint-Maur 2 - 0, seizième de finale             | Lorient 3-0, 1re Victoire en finale           |
| 2002-03   | Ligue 1    | 4e place                            | 38 | 18 | 10 | 10 | 64  | 57  | 36  | +21   | 2e Pauleta 23 buts                                       | Paris 2 - 0, demi-finale                         | Metz 1-0, huitième de finale                  |
| 2003-04   | Ligue 1    | 12e place                           | 38 | 13 | 11 | 14 | 50  | 40  | 43  | -3    | 33e Francia 7 buts 38e Darcheville 7 buts                | Bayonne 1 - 0, seizième de finale                | Lens 2-0, huitième de finale                  |
| 2004-05   | Ligue 1    | 15e place                           | 38 | 8  | 20 | 10 | 44  | 37  | 41  | -4    | 15e Chamakh 10 buts                                      | Paris 3 - 1, seizième de finale                  | Dijon 1-1(2-1 p), seizième de finale          |
| 2005-06   | Ligue 1    | 2e place derrière Lyon              | 38 | 18 | 15 | 5  | 69  | 43  | 25  | +18   | 22e Darcheville 8 buts                                   | Montpellier 1 - 0, huitième de finale            | Nice 1-1 (2-1 p), quart de finale             |
| 2006-07   | Ligue 1    | 6e place                            | 38 | 16 | 9  | 13 | 57  | 39  | 35  | +4    | 37e Darcheville 7 buts                                   | Montceau 2 - 2 (5 - 4 tb), huitième de finale    | Lyon 0-1, 2e Victoire en finale               |
| 2007-08   | Ligue 1    | 2e place derrière Lyon              | 38 | 22 | 9  | 7  | 75  | 65  | 38  | +27   | 5e Cavenaghi 15 buts                                     | Sedan 0 - 0 (4-5 tab), quart de finale           | Metz 1-2, seizième de finale                  |
| 2008-09   | Ligue 1    | 6e titre de champion de France      | 38 | 24 | 8  | 6  | 80  | 64  | 34  | +30   | 7e Chamakh 13 buts 8e Cavenaghi 13 buts                  | St-Étienne 0 - 1 1/32e de finale                 | Vannes 4 - 0, 3e victoire en finale           |
| 2009-10   | Ligue 1    | 6e place                            | 38 | 19 | 7  | 12 | 64  | 58  | 40  | +18   | 14e Wendel 11 buts                                       | Monaco 0 - 2 huitième de finale                  | Marseille 3 - 1, défaite en finale            |
| 2010-11   | Ligue 1    | 7e place                            | 38 | 12 | 15 | 11 | 51  | 43  | 42  | +1    | 16e Modeste 10 buts                                      | Angers 1 - 0 seizième de finale                  | St-Étienne 1 - 0, huitième de finale          |
| 2011-12   | Ligue 1    | 5e place                            | 38 | 16 | 13 | 9  | 61  | 53  | 41  | +12   | 7e Gouffran 14 buts                                      | Lyon 1 - 1 (3 - 1 p) huitième de finale          | St-Étienne 3 - 1, seizième de finale          |
| 2012-13   | Ligue 1    | 7e place                            | 38 | 13 | 16 | 9  | 55  | 40  | 34  | +6    | 27e Saivet 8 buts 32e Gouffran 8 buts 33e Diabaté 8 buts | Évian TG 3 - 2 4e Victoire en finale             | Montpellier 1 - 0, huitième de finale         |
| 2013-14   | Ligue 1    | 7e place                            | 38 | 13 | 14 | 11 | 53  | 49  | 43  | +6    | 11e Diabaté 12 buts                                      | FB Île-Rousse 0 - 0 (3-4 tab) seizième de finale | Paris 1 - 3, quart de finale                  |
| 2014-15   | Ligue 1    | 6e place                            | 38 | 17 | 12 | 9  | 63  | 47  | 44  | +3    | 7e Rolán 15 buts                                         | Paris 2 - 1 seizième de finale                   | Lille 1 - 1 (6-5 tab), huitième de finale     |
| 2015-16   | Ligue 1    | 11e place                           | 38 | 12 | 14 | 12 | 50  | 50  | 57  | -7    | 16e Diabaté 10 buts                                      | Nantes 3 - 4 ap. huitième de finale              | Lille 5 - 1, demi-finale                      |
| 2016-17   | Ligue 1    | 6e place                            | 38 | 15 | 14 | 9  | 59  | 53  | 43  | +10   | 23e Rolán 9 buts                                         | Angers 1 - 2 quart de finale                     | Paris 1 - 4, demi-finale                      |
| 2017-18   | Ligue 1    | 6e place                            | 38 | 16 | 7  | 15 | 55  | 53  | 48  | +5    | 17e Malcom 12 buts                                       | US Granville 2 - 1 ap. trente-deuxième de finale | Toulouse 2 - 0, huitième de finale            |
| 2018-19   | Ligue 1    | 14e place                           | 38 | 10 | 11 | 17 | 41  | 34  | 42  | - 8   | 17e Kamano 10 buts                                       | Le Havre AC 0-1 trente-deuxième de finale        | RC Strasbourg 2-3 demi-finale                 |
| 2019-20   | Ligue 1    | 12e place                           | 28 | 9  | 10 | 9  | 37  | 40  | 34  | +6    | 23e Briand 7 buts                                        | Pau FC 2-3 seizième de finale                    | Stade brestois 29 0-2 huitième de finale      |
| 2020-21   | Ligue 1    | 12e place place                     | 38 | 13 | 6  | 19 | 45  | 42  | 56  | -14   | 15e Hwang 12 buts                                        | Toulouse FC 0-2 trente-deuxième de finale        |                                               |
| 2021-22   | Ligue 1    | 20e place Relégation                | 38 | 6  | 13 | 19 | 31  | 52  | 91  | -39   | 18e Hwang 11 buts                                        | Stade brestois 29 0-3 seizième de finale         |                                               |
| 2022-23   | Ligue 2    | 3e place                            | 38 | 20 | 9  | 9  | 69  | 51  | 28  | +23   | 4e Maja 16 buts                                          | Stade rennais FC 1-2 trente-deuxième de finale   |                                               |
| 2023-24   | Ligue 2    | 12e place Relégation administrative | 38 | 14 | 9  | 15 | 50  | 50  | 52  | -2    | 17e Vipotnik 10 buts                                     | OGC Nice 2-3 seizième de finale                  |                                               |
| Année     | Division   | Classement                          | J  | V  | N  | D  | Pts | BP. | BC. | Diff. | Meilleur buteur en championnat                           | Coupe de France                                  | Coupe de la Ligue                             |

### Depuis 2024
En 2024, les Girondins de Bordeaux sont relégués administrativement en National 2, entraînant la perte du statut professionnel acquis par le club depuis 1937.
| Année   | Division   | Classement | J  | V  | N | D  | Pts | BP. | BC. | Diff. | Meilleur buteur en championnat | Coupe de France                                |
| ------- | ---------- | ---------- | -- | -- | - | -- | --- | --- | --- | ----- | ------------------------------ | ---------------------------------------------- |
| 2024-25 | National 2 | 4e place   | 30 | 14 | 6 | 10 | 48  | 38  | 32  | +6    | 8e Andy Carroll 11 buts        | Stade rennais FC 1-4 trente-deuxième de finale |
| Année   | Division   | Classement | J  | V  | N | D  | Pts | BP. | BC. | Diff. | Meilleur buteur en championnat | Coupe de France                                |